# 游文璿
游文璿（？年—？年），字衡玉，號政菴，仁壽人，後置業簡州西董家埂，遂入籍簡州，由乾隆癸酉拔貢、乾隆丙子舉人，五十四年二月選任鄰水縣教諭。